# Ankarana naturreservat
Ankarana naturreservat på norra Madagaskar etablerades 1956. Det är en liten, delvis bevuxen, platå bestående av 150 miljoner år gammal kalksten från Jurassic. Med en genomsnittlig årsnederbörd om 2 000 mm har de underliggande klipporna eroderats och grottor och underjordiska vattendrag har bildats. Den karga naturen och den täta vegetationen har hjälpt till att skydda regionen från mänsklig påverkan. 
Den södra ingången till parken ligger i Mahamasina längs riksväg 6, cirka 108 km sydväst om Antsiranana, och 29 km nordost om Ambilombe.